# Axel Bellinghausen
Axel Bellinghausen (Siegburg, 17 maggio 1983) è un ex calciatore tedesco, di ruolo centrocampista.

## Palmarès

### Club

#### Competizioni nazionali
- 2. Fußball-Bundesliga: 1

Fortuna Düsseldorf: 2017-2018